# Fermín Nacarino
El Mayor Fermín Jorge Nacarino Mendoza, fue uno de los héroes de la Batalla de Arica, el 7 de junio de 1880, donde perdió la vida en medio de la lucha.
Nació en la ciudad de Arequipa, Perú, en febrero de 1847, y bautizado con dos días de nacido, el 2 de marzo siguiente, siendo hijo de Margarita Mendoza.
Antes de servir al ejército peruano, Nacarino hizo actividades de comercio y fue jefe de la Agencia de la Compañía Sudamericana de Vapores.
Durante la batalla de Arica, fue segundo jefe de las baterías del Este, y jefe de la Batería Ciudadela. 
En el centro histórico de Lima lleva su nombre, al igual que en el cercado de Tacna.